# Denis Bojarincev
Denis Konstantinovič Bojarincev (in russo Дени́с Константи́нович Боя́ринцев?; Mosca, 6 febbraio 1978) è un allenatore di calcio ed ex calciatore russo, di ruolo centrocampista, tecnico del Rodina Mosca.

## Carriera

### Club
Durante la sua carriera ha giocato con numerose squadre di club, tra cui anche lo Spartak Mosca, con cui conta 92 presenze e 2 reti.

### Nazionale
Conta 6 presenze con la Nazionale russa.